# Parteniusz (Sopkowski)
Parteniusz, nazwisko świeckie Sopkowski (ur. 1717 w Kijowie, zm. 24 lutego?/7 marca 1795) – rosyjski biskup prawosławny pochodzenia ukraińskiego.

## Życiorys
Absolwent Akademii Mohylańskiej. Od 1744 był wykładowcą seminarium duchownego w Nowogrodzie, od 1744 do 1750 - jego prefektem i od 1756 do 1759 - rektorem. W 1756 otrzymał godność archimandryty i został przełożonym monasteru św. Antoniego Rzymianina w Nowogrodzie. Po dwóch latach został przeniesiony do monasteru Przemienienia Pańskiego Warłaama Chutyńskiego, także jako jego przełożony.
6 listopada 1759 przyjął chirotonię biskupią i został wikariuszem eparchii nowogrodzkiej z tytułem biskupa keksholmskiego i ładoskiego, pozostał przy tym przełożonym monasteru św. Warłaama Chutyńskiego. W 1761 został ordynariuszem eparchii smoleńskiej. W swojej eparchii zainicjował budowę szeregu nowych obiektów sakralnych, zbudował również nowy dom biskupi. Szczególnie angażował się także w działalność kaznodziejską. Prowadził skromny tryb życia, część dochodów przeznaczał na opłacanie nauki sierot; niektórych podopiecznych kierował nawet na studia w Moskiewskiej Akademii Duchownej. Razem z biskupem mohylewskim Jerzym opracował tekst precyzujący obowiązki duchownych parafialnych.
Urząd biskupa smoleńskiego sprawował do śmierci w 1795. Został pochowany w soborze katedralnym w Smoleńsku.